# Список картин Караваджо

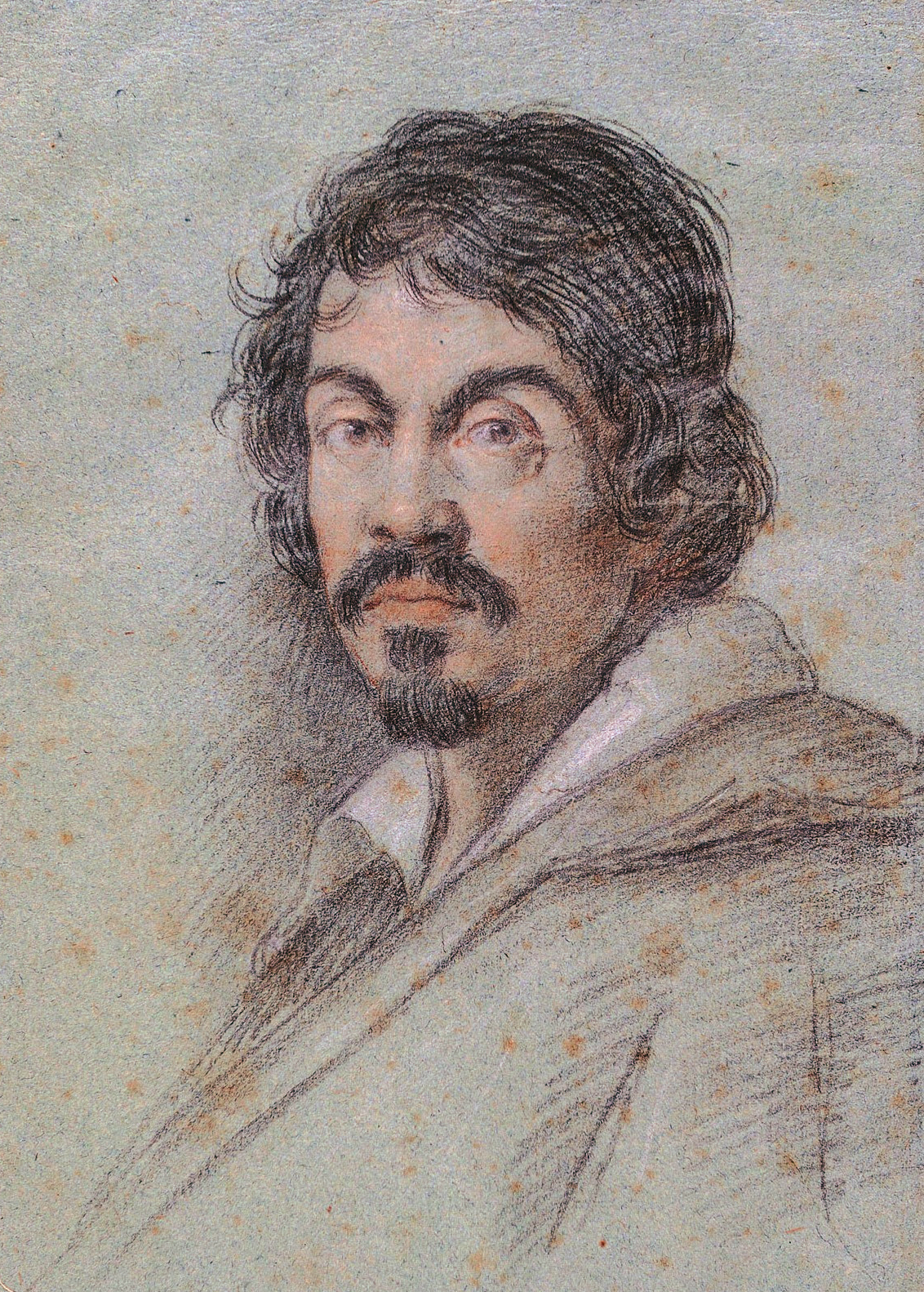
Оттавіо Леоні, ПортретМікеланджело да Караваджо

Мікеланджело Мерізі да Караваджо (італ. Michelangelo Merisi da Caravaggio, ломб. Michelangiul Merisi dì Caravagg); (нар. 28 вересня 1573 — пом. 18 липня 1610) — італійський живописець періоду раннього бароко, засновник європейського реалістичного живопису 17 століття, який працював у Римі 1592—1606, потім у Неаполі і на Мальті. Його життя було настільки ж драматичним, як і його мистецтво (йому довелося залишити Рим після вбивства людини). Він створив могутній стиль, використовуючи контрасти світла й тіні і точно фокусуючись на предметах, іноді використовував драматичне наближення. Він писав з моделей, часто в образах святих і мадонн зображуючи простих римлян, людей з вулиць і ринків. Прикладами можуть слугувати «Євангеліст Матвій», товстий, далекий від класичних ідеалів «Вакх з келихом вина», «Навернення Савла в апостола Павла» (Санта Марія дель Пополо, Рим), персонажі «Відсічі голови Івана Хрестителя».

## Список
Нижче перераховані картини Мікеланджело Караваджо.
| Картина | Назва                                           | Рік          | Техніка                                | Розміри (см)  | Галерея                                         | Прим. |
| ------- | ----------------------------------------------- | ------------ | -------------------------------------- | ------------- | ----------------------------------------------- | ----- |
|         | Хлопчик, що чистить фрукти                      | близько 1592 | Полотно, олія                          | 64,2 × 51,4   | Колекція Лонгі, Флоренція                       |       |
|         | Хлопчик, що чистить фрукти                      | близько 1593 | Полотно, олія                          | 75,5 × 64,4   | Гемптон-корт, Лондон                            |       |
|         | Хворий Вакх                                     | близько 1593 | Полотно, олія                          | 67 × 53       | Галерея Боргезе, Рим                            |       |
|         | Юнак з корзиною фруктів                         | близько 1593 | Полотно, олія                          | 70 × 67       | Галерея Боргезе, Рим                            |       |
|         | Гадалка                                         | близько 1594 | Полотно, олія                          | 115 × 150     | Капітолійські музеї, Рим                        |       |
|         | Шахраї                                          | близько 1594 | Полотно, олія                          | 94,2 × 131,2  | Музей Кімбелла, Форт-Уерт                       |       |
|         | Музиканти                                       | близько 1595 | Полотно, олія                          | 87,9 × 115,9  | Метрополітен-музей, Нью-Йорк                    |       |
|         | Екстаз святого Франциска                        | близько 1595 | Полотно, олія                          | 93,9 × 49,5   | Атенеум Уодсворта, Хартфорд                     |       |
|         | Хлопчик, укушений ящіркою                       | близько 1596 | Полотно, олія                          | 66 × 49,5     | Лондонська Національна галерея, Лондон          |       |
|         | Лютніст                                         | близько 1596 | Полотно, олія                          | 96 × 121      | Бадмінтон-хаус, графство Глостершир             |       |
|         | Лютніст                                         | близько 1596 | Полотно, олія                          | 94 × 119      | Ермітаж, Санкт-Петербург                        |       |
|         | Лютніст                                         | близько 1596 | Полотно, олія                          | 100 × 126,5   | Метрополітен-музей, Нью-Йорк                    |       |
|         | Кошик з фруктами                                | близько 1596 | Полотно, олія                          | 46 × 64       | Амброзіанська бібліотека, Мілан                 |       |
|         | Вакх                                            | близько 1596 | Полотно, олія                          | 95 × 85       | Уффіці, Флоренція                               |       |
|         | Каяття Магдалини                                | близько 1597 | Полотно, олія                          | 122,5 × 98,5  | Галерея Доріа-Памфілі, Рим                      |       |
|         | Відпочинок на шляху до Єгипту                   | близько 1597 | Полотно, олія                          | 133,5 × 166,5 | Галерея Доріа-Памфілі, Рим                      |       |
|         | Медуза                                          | близько 1597 | Полотно поверх дерев'яного щита, масло | 60 × 55       | Уффіці, Флоренція                               |       |
|         | Портрет куртизанки                              | близько 1597 | Фреска на стелі, олія                  | 66 × 53       | знищена в 1945 році                             |       |
|         | Юпітер, Нептун і Плутон                         | близько 1597 | Фреска на стелі, олія                  | 300 × 180     | Казіно ді Вілла Бонкомпаньї Людовізі, Рим       |       |
|         | Гадалка                                         | близько 1597 | Полотно, олія                          | 99 × 131      | Лувр, Париж                                     |       |
|         | Свята Катерина Олександрійська                  | близько 1598 | Полотно, олія                          | 173 × 133     | Музей Тіссена-Борнеміси, Мадрид                 |       |
|         | Жертвоприношення Ісаака                         | близько 1598 | Полотно, олія                          | 116 × 173     | Колекція Барбари Піасецкі-Джонсон, Принстон     |       |
|         | Іоанн Хреститель                                | близько 1598 | Полотно, олія                          | 169 × 112     | Толедський собор, Толедо                        |       |
|         | Марта і Марія Магдалина                         | близько 1598 | Полотно, олія                          | 97,8 × 132,7  | Детройтський інститут мистецтв, Детройт         |       |
|         | Портрет Маффео Барберіні                        | близько 1598 | Полотно, олія                          | 124 × 99      | Приватна колекція, Флоренція                    |       |
|         | Юдита й Олоферн                                 | близько 1598 | Полотно, олія                          | 145 × 195     | Палаццо Барберіні, Рим                          |       |
|         | Давид і Голіаф                                  | близько 1599 | Полотно, олія                          | 110 × 91      | Прадо, Мадрид                                   |       |
|         | Нарцис                                          | близько 1599 | Полотно, олія                          | 110 × 92      | Національна галерея старовинного мистецтва, Рим |       |
|         | Хлопчик, укушений ящіркою                       | близько 1600 | Полотно, олія                          | 65,8 × 52,3   | Фонд Роберто Лонгі, Флоренція                   |       |
|         | Іоанн Хреститель                                | близько 1600 | Полотно, олія                          | 102 × 85,3    | Художній музей, Базель                          |       |
|         | Покликання апостола Матвія                      | близько 1600 | Полотно, олія                          | 322 × 340     | Сан-Луїджі-деі-Франчезі, Рим                    |       |
|         | Мучеництво святого Матвія                       | близько 1600 | Полотно, олія                          | 323 × 343     | Сан-Луїджі-деі-Франчезі, Рим                    |       |
|         | Різдво зі святим Франциском і святим Лаврентієм | близько 1600 | Полотно, олія                          | 268 × 197     | Каплиця Сан-Лоренцо, Палермо                    |       |
|         | Навернення Савла                                | 1600         | Дерево, олія                           | 237 × 189     | Колекція Одескальки Бальби, Рим                 |       |
|         | Розп'яття Святого Петра                         | 1601         | Полотно, олія                          | 230 × 175     | Санта Марія дель Пополо, Рим                    |       |
|         | Навернення Савла                                | 1601         | Полотно, олія                          | 230 × 175     | Санта Марія дель Пополо, Рим                    |       |
|         | Натюрморт з квітами і фруктами                  | 1601         | Полотно, олія                          | 105 × 84      | Галерея Боргезе, Рим                            |       |
|         | Вечеря в Еммаусі                                | 1601         | Полотно, олія                          | 139 × 195     | Лондонська Національна галерея, Лондон          |       |
|         | Амур-Переможець                                 | 1602         | Полотно, олія                          | 156 × 113     | Берлінська картинна галерея, Берлін             |       |
|         | Святий Матвій і ангел                           | 1602         | Полотно, олія                          | 232 × 183     |                                                 |       |
|         | Святий Матвій і ангел                           | 1602         | Полотно, олія                          | 292 × 186     | Сан-Луїджі-деі-Франчезі, Рим                    |       |
|         | Іоанн Хреститель                                | 1602         | Полотно, олія                          | 129 × 94      | Капітолійські музеї, Рим                        |       |
|         | Іоанн Хреститель                                | близько 1602 | Полотно, олія                          | 129 × 94      | Галерея Доріа-Памфілі, Рим                      |       |
|         | Невіра святого Хоми                             | близько 1602 | Полотно, олія                          | 107 × 146     | Сан-Сусі, Потсдам                               |       |
|         | Христа беруть під варту (Караваджо)             | 1602         | Полотно, олія                          | 133 × 169     | Національна галерея Ірландії, Дублін            |       |
|         | Жертвоприношення Ісаака                         | 1602         | Полотно, олія                          | 104 × 135     | Уффіці, Флоренція                               |       |
|         | Святе сімейство з Іоанном Хрестителем           | близько 1603 | Полотно, олія                          | 117,5 × 96    | Метрополітен-музей, Нью-Йорк                    |       |
|         | Поховання Христа                                | близько 1603 | Полотно, олія                          | 300 × 203     | Ватиканська пінакотека, Ватикан                 |       |
|         | Коронування терновим вінцем                     | 1603         | Полотно, олія                          | 125 × 178     | Каріпрато Банк, Прато                           |       |
|         | Мадонна Лорето                                  | близько 1604 | Полотно, олія                          | 260 × 150     | Сант Агостіно, Рим                              |       |
|         | Іоанн Хреститель                                | 1604         | Полотно, олія                          | 172,5 × 104,5 | Музей мистецтв Нельсона-Аткінса, Канзас-Сіті    |       |
|         | Іоанн Хреститель                                | близько 1604 | Полотно, олія                          | 94 × 131      | Національна галерея старовинного мистецтва, Рим |       |
|         | Покликання святих Петра та Андрія               | близько 1604 | Полотно, олія                          | 140 × 176     | Хемптон-корт, Лондон                            |       |
|         | Христос на Оливній горі                         | 1605         | Полотно, олія                          | 154 × 222     | Музей Боде, Берлін                              |       |
|         | Се людина                                       | близько 1605 | Полотно, олія                          | 128 × 103     | Палаццо Бьянко, Генуя                           |       |
|         | Святий Ієронім в задумі                         | близько 1605 | Полотно, олія                          | 118 × 81      | Монсерратський монастир, Барселона              |       |
|         | Святий Ієронім, що пише                         | близько 1605 | Полотно, олія                          | 112 × 157     | Галерея Боргезе, Рим                            |       |
|         | Портрет папи Павла V                            | 1605         | Полотно, олія                          | 203 × 119     | Приватна колекція принца Боргезе, Рим           |       |
|         | Натюрморт з фруктами                            | 1605         | Полотно, олія                          | 87 × 135      | Галерея Боргезе, Рим                            |       |
|         | Мадонна і немовля зі святою Анною               | 1606         | Полотно, олія                          | 292 × 211     | Галерея Боргезе, Рим                            |       |
|         | Успіння Богоматері                              | 1601−1606    | Полотно, олія                          | 369 × 245     | Лувр, Париж                                     |       |
|         | Марія Магдалина в екстазі                       | 1606         | Полотно, олія                          | 106,5 × 91    | Приватна колекція, Рим                          |       |
|         | Святий Франциск в задумі                        | близько 1606 | Полотно, олія                          | 130 × 90      | Пінакотека Міського музею Кремони, Кремона      |       |
|         | Вечеря в Еммаусі                                | 1606         | Полотно, олія                          | 141 × 175     | Пінакотека Брера, Мілан                         |       |
|         | Сім діянь милосердя                             | 1607         | Полотно, олія                          | 390 x 260     | Піо-Монте-делла-Мізерікордія, Неаполь           |       |
|         | Розп'яття святого Андрія                        | 1607         | Полотно, олія                          | 202,5 x 152,7 | Музей мистецтва міста Клівленда, Клівленд       |       |
|         | Давид з головою Голіафа                         | 1607         | Дерево, олія                           | 90,5 × 116    | Музей історії мистецтв, Відень                  |       |
|         | Мадонна із чотками                              | 1607         | Полотно, олія                          | 364,5 × 249,5 | Музей історії мистецтв, Відень                  |       |
|         | Коронування терновим вінцем                     | близько 1607 | Полотно, олія                          | 127 × 165,5   | Музей історії мистецтв, Відень                  |       |
|         | Бичування Христа                                | близько 1607 | Полотно, олія                          | 390 × 260     | Музей Каподімонте, Неаполь                      |       |
|         | Христос у колони                                | близько 1607 | Полотно, олія                          | 134,5 × 175,5 | Музей витончених мистецтв, Руан                 |       |
|         | Саломія з головою Іоанна Хрестителя             | близько 1607 | Полотно, олія                          | 90,5 × 167    | Лондонська Національна галерея, Лондон          |       |
|         | Святий Ієронім, що пише                         | 1607         | Полотно, олія                          | 117 × 157     | Собор Святого Іоанна, Валлетта                  |       |
|         | Портрет Алофа де Віньянкура                     | 1608         | Полотно, олія                          | 195 × 134     | Лувр, Париж                                     |       |
|         | Портрет Фра Антоніо Мартеллі                    | 1608         | Полотно, олія                          | 118,5 × 95,5  | Палаццо Пітті, Флоренція                        |       |
|         | Усікновення глави Іоанна Хрестителя             | 1608         | Полотно, олія                          | 361 × 520     | Собор Святого Іоанна, Валлетта                  |       |
|         | Сплячий купідон                                 | 1608         | Полотно, олія                          | 71 × 105      | Палаццо Пітті, Флоренція                        |       |
|         | Іоанн Хреститель                                | 1608         | Полотно, олія                          | 100 × 73      | Приватна колекція Бонелло                       |       |
|         | Благовіщення                                    | 1608         | Полотно, олія                          | 285 × 205     | Музей витончених мистецтв, Нансі                |       |
|         | Поховання святої Лючії                          | 1609         | Дерево, темпера                        | 408 × 300     | Ам Рьомерхольц, Сиракуза                        |       |
|         | Воскресіння Лазаря                              | 1609         | Полотно, олія                          | 380 × 275     | Регіональний музей, Мессіна                     |       |
|         | Поклоніння пастухів                             | 1609         | Полотно, олія                          | 314 × 211     | Регіональный музей, Мессіна                     |       |
|         | Саломія з головою Іоанна Хрестителя             | 1609         | Полотно, олія                          | 116 × 140     | Королівський палац, Мадрид                      |       |
|         | Зубодер                                         | 1609         | Полотно, олія                          | 139,5 × 194,5 | Палаццо Пітті, Флоренція                        |       |
|         | Зречення Святого Петра                          | 1610         | Полотно, олія                          | 94 × 125,4    | Метрополітен-музей, Нью-Йорк                    |       |
|         | Молитва святого Франциска                       | близько 1606 | Полотно, олія                          | 130 × 90      | Національна галерея старовинного мистецтва, Рим |       |
|         | Іоанн Хреститель                                | близько 1610 | Полотно, олія                          | 159 × 124     | Галерея Боргезе, Рим                            |       |
|         | Давид з головою Голіафа                         | близько 1610 | Полотно, олія                          | 125 × 101     | Галерея Боргезе, Рим                            |       |
|         | Іоанн Хреститель                                | 1610         | Полотно, олія                          | 159 × 124     | Приватна колекція, Мюнхен                       |       |
|         | Мучеництво святої Урсули                        | 1610         | Полотно, олія                          | 106 × 179,5   | Палаццо Зеваллос, Неаполь                       |       |